# Sa (langue)
Pour les articles homonymes, voir SA.
Le sa est une langue océanienne parlée au Vanuatu par 2 500 locuteurs dans le sud de l’île de Pentecôte. Ses dialectes sont : Ponorwal (South Raga), Lolatavola, Ninebulo.